# Gelasma albitaenia
Gelasma albitaenia là một loài bướm đêm trong họ Geometridae.